# Adolf Vossius
Karl Gottlieb Adolf Vossius (* 10. Februar 1855 in Zempelburg; † 28. Juni 1925 in Gießen) war ein deutscher Ophthalmologe und Direktor der Augenklinik der Universität Gießen.

## Leben
Geboren als Sohn des Sanitätsrats Vossius und dessen Ehefrau Emilie, geb. Krampff, besuchte Vossius das Königliche Katholische Gymnasium in Konitz, studierte anschließend von 1873 bis 1878 Medizin an der Albertus-Universität Königsberg und wurde 1879 Assistenzarzt bei Arthur von Hippel an der Universitäts-Augenklinik in Gießen. Dort wurde er mit einer Arbeit über Quantitativ spektralanalytische Bestimmungen des Gallenfarbstoffs in der Galle zum Dr. med. promoviert. Nach Fortbildungen in Rostock, Königsberg und Göttingen kam er 1882 als Sekundararzt an die Universitäts-Augenklinik in Königsberg, wo er sich noch im gleichen Jahr habilitierte. 1887 wurde er zum außerordentlichen Professor ernannt. Im Wintersemester 1889/90 war er stellvertretender Direktor der Universitäts-Augenklinik. 1890 folgte er einem Ruf als ordentlicher Professor und Direktor an die Universitäts-Augenklinik in Gießen, wo er die Nachfolge seines Lehrers Hippel antrat.
In seine Amtszeit fällt der Bau der neuen Universitäts-Augenklinik, die 1907 bezogen werden konnte.
Am 1. April 1924 trat er in den Ruhestand.

## Werke
- Quantitativ spektralanalytische Bestimmungen des Gallenfarbstoffs in der Galle. Dissertation, Gießen 1879 (Online)
- Leitfaden zum Gebrauch des Augenspiegels. Berlin 1886, 3. Auflage 1893
- Lehrbuch der Augenheilkunde. Wien, 3. Auflage 1898
- Die Augenheilkunde im Mittelalter und ihre Entwicklung im 19.Jahrhundert. Akademische Festrede zur Feier des Jahresfestes der Grossherzoglich Hessischen Ludwigs-Universität am 1. Juli 1905. Gießen 1905 (Online)
- Über Star und Staroperationen in der Giessener Augenklinik. Gießen 1906